# Genfer Schule (Psychologie)
In der Psychologie meint die Genfer Schule die zu Beginn des 20. Jahrhunderts in Genf um das Institut Jean-Jacques Rousseau hervorgetretene Richtung mit den herausragenden Psychologen Théodore Flournoy, Édouard Claparède und vor allem Jean Piaget, ferner seine Nachfolgerin Bärbel Inhelder u. a. Ihre Arbeiten zur Entwicklungspsychologie, Intelligenz und Wahrnehmung ab 1921, zur Genetischen Epistemologie ab 1950 haben breite Anerkennung gefunden. Piaget gründete 1955 das Centre international d'Épistémologie génétique in Genf, um den Einfluss der Umwelt auf das Erkenntnisvermögen weiter zu erforschen. 
Bei Piaget steht die aktive Rolle des Kindes bei seiner kognitiven Entwicklung im Mittelpunkt. Mit dem Anwachsen der Handlungskompetenzen erweitern sich verschränkt auch die kognitiven Fähigkeiten. Das kindliche Denken ist eine aktive Konstruktion, keine bloße Widerspiegelung der Welt. Historisch besteht hier eine Nähe zum Bewusstseinsidealismus bei Immanuel Kant, in der Gegenwart hat der Konstruktivismus dies fortgeführt.
Die Genfer Schule steht konträr zum Behaviorismus, in vielem verwandt ist sie mit der Psychologie des Sowjetrussen Lew Wygotsky (Denken und Sprechen, 1934), indem sie die Bedeutung des aktiven Austausches mit der Umwelt, bei Piaget biologisch, bei Wygotsky sozial, hervorhebt. Urie Bronfenbrenner bekennt, seine ökologische Entwicklungspsychologie ruhe auf den Schultern der Genfer Schule und Wygotskys.